# Юнацька збірна Швеції з футболу (U-17)
Юнацька збірна Швеції з футболу (U-17) — національна футбольна збірна Швеції, що складається із гравців віком до 17 років. Керівництво командою здійснює Шведський футбольний союз. До зміни формату юнацьких чемпіонатів Європи у 2001 році функціонувала як збірна до 16 років.
Головним континентальним турніром для команди є Юнацький чемпіонат Європи з футболу (U-17), успішний виступ на якому дозволяє отримати путівку на Чемпіонат світу (U-17). Також може брати участь у товариських і регіональних змаганнях.

## Виступи на міжнародних турнірах

### Юнацький чемпіонат світу
| Статистика чемпіонатів світу (U-17) | Статистика чемпіонатів світу (U-17) | Статистика чемпіонатів світу (U-17) | Статистика чемпіонатів світу (U-17) | Статистика чемпіонатів світу (U-17) | Статистика чемпіонатів світу (U-17) | Статистика чемпіонатів світу (U-17) | Статистика чемпіонатів світу (U-17) | Статистика чемпіонатів світу (U-17) |              | Кваліфікаційні турніри | Кваліфікаційні турніри | Кваліфікаційні турніри | Кваліфікаційні турніри | Кваліфікаційні турніри | Кваліфікаційні турніри |
| Рік                                 | Раунд                               | Місце                               | І                                   | В                                   | Н                                   | П                                   | Г+                                  | Г-                                  | І            | В                      | Н                      | П                      | Г+                     | Г-                     |                        |
| ----------------------------------- | ----------------------------------- | ----------------------------------- | ----------------------------------- | ----------------------------------- | ----------------------------------- | ----------------------------------- | ----------------------------------- | ----------------------------------- | ------------ | ---------------------- | ---------------------- | ---------------------- | ---------------------- | ---------------------- | ---------------------- |
| 1991                                | не кваліфікувалася                  | не кваліфікувалася                  | не кваліфікувалася                  | не кваліфікувалася                  | не кваліфікувалася                  | не кваліфікувалася                  | не кваліфікувалася                  | не кваліфікувалася                  | 5            | 3                      | 1                      | 1                      | 7                      | 2                      |                        |
| 1993                                | не кваліфікувалася                  | не кваліфікувалася                  | не кваліфікувалася                  | не кваліфікувалася                  | не кваліфікувалася                  | не кваліфікувалася                  | не кваліфікувалася                  | не кваліфікувалася                  | 4            | 0                      | 0                      | 4                      | 1                      | 14                     |                        |
| 1995                                | не кваліфікувалася                  | не кваліфікувалася                  | не кваліфікувалася                  | не кваліфікувалася                  | не кваліфікувалася                  | не кваліфікувалася                  | не кваліфікувалася                  | не кваліфікувалася                  | 6            | 3                      | 1                      | 2                      | 7                      | 6                      |                        |
| 1997                                | не кваліфікувалася                  | не кваліфікувалася                  | не кваліфікувалася                  | не кваліфікувалася                  | не кваліфікувалася                  | не кваліфікувалася                  | не кваліфікувалася                  | не кваліфікувалася                  | 2            | 1                      | 0                      | 1                      | 2                      | 1                      |                        |
| 1999                                | не кваліфікувалася                  | не кваліфікувалася                  | не кваліфікувалася                  | не кваліфікувалася                  | не кваліфікувалася                  | не кваліфікувалася                  | не кваліфікувалася                  | не кваліфікувалася                  | 5            | 3                      | 0                      | 2                      | 12                     | 7                      |                        |
| 2001                                | не кваліфікувалася                  | не кваліфікувалася                  | не кваліфікувалася                  | не кваліфікувалася                  | не кваліфікувалася                  | не кваліфікувалася                  | не кваліфікувалася                  | не кваліфікувалася                  | 2            | 1                      | 1                      | 0                      | 3                      | 1                      |                        |
| 2003                                | не кваліфікувалася                  | не кваліфікувалася                  | не кваліфікувалася                  | не кваліфікувалася                  | не кваліфікувалася                  | не кваліфікувалася                  | не кваліфікувалася                  | не кваліфікувалася                  | 3            | 1                      | 0                      | 2                      | 10                     | 4                      |                        |
| 2005                                | не кваліфікувалася                  | не кваліфікувалася                  | не кваліфікувалася                  | не кваліфікувалася                  | не кваліфікувалася                  | не кваліфікувалася                  | не кваліфікувалася                  | не кваліфікувалася                  | 3            | 1                      | 1                      | 1                      | 3                      | 2                      |                        |
| 2007                                | не кваліфікувалася                  | не кваліфікувалася                  | не кваліфікувалася                  | не кваліфікувалася                  | не кваліфікувалася                  | не кваліфікувалася                  | не кваліфікувалася                  | не кваліфікувалася                  | 6            | 1                      | 2                      | 3                      | 8                      | 12                     |                        |
| 2009                                | не кваліфікувалася                  | не кваліфікувалася                  | не кваліфікувалася                  | не кваліфікувалася                  | не кваліфікувалася                  | не кваліфікувалася                  | не кваліфікувалася                  | не кваліфікувалася                  | 3            | 1                      | 0                      | 2                      | 4                      | 4                      |                        |
| 2011                                | не кваліфікувалася                  | не кваліфікувалася                  | не кваліфікувалася                  | не кваліфікувалася                  | не кваліфікувалася                  | не кваліфікувалася                  | не кваліфікувалася                  | не кваліфікувалася                  | 3            | 0                      | 1                      | 2                      | 0                      | 4                      |                        |
| 2013                                | третє місце                         | 3-є                                 | 7                                   | 4                                   | 1                                   | 2                                   | 15                                  | 11                                  | 10           | 5                      | 5                      | 0                      | 19                     | 5                      |                        |
| 2015                                | не кваліфікувалася                  | не кваліфікувалася                  | не кваліфікувалася                  | не кваліфікувалася                  | не кваліфікувалася                  | не кваліфікувалася                  | не кваліфікувалася                  | не кваліфікувалася                  | 6            | 1                      | 2                      | 3                      | 3                      | 12                     |                        |
| 2017                                | не кваліфікувалася                  | не кваліфікувалася                  | не кваліфікувалася                  | не кваліфікувалася                  | не кваліфікувалася                  | не кваліфікувалася                  | не кваліфікувалася                  | не кваліфікувалася                  | 6            | 3                      | 0                      | 3                      | 14                     | 8                      |                        |
| 2019                                | не кваліфікувалася                  | не кваліфікувалася                  | не кваліфікувалася                  | не кваліфікувалася                  | не кваліфікувалася                  | не кваліфікувалася                  | не кваліфікувалася                  | не кваліфікувалася                  | 9            | 3                      | 1                      | 5                      | 16                     | 18                     |                        |
| 2021                                | не визначено                        | не визначено                        | не визначено                        | не визначено                        | не визначено                        | не визначено                        | не визначено                        | не визначено                        | не визначено | не визначено           | не визначено           | не визначено           | не визначено           | не визначено           |                        |
| Усього                              | Найкращий результат: третє місце    | 1/16                                | 7                                   | 4                                   | 1                                   | 2                                   | 15                                  | 11                                  | 73           | 27                     | 15                     | 31                     | 109                    | 100                    |                        |

### Юнацький чемпіонат Європи
| Статистика чемпіонатів Європи (U-17) | Статистика чемпіонатів Європи (U-17) | Статистика чемпіонатів Європи (U-17) | Статистика чемпіонатів Європи (U-17) | Статистика чемпіонатів Європи (U-17) | Статистика чемпіонатів Європи (U-17) | Статистика чемпіонатів Європи (U-17) | Статистика чемпіонатів Європи (U-17) | Статистика чемпіонатів Європи (U-17) |    | Кваліфікаційні турніри | Кваліфікаційні турніри | Кваліфікаційні турніри | Кваліфікаційні турніри | Кваліфікаційні турніри | Кваліфікаційні турніри |
| Рік                                  | Раунд                                | Місце                                | І                                    | В                                    | Н                                    | П                                    | Г+                                   | Г-                                   | І  | В                      | Н                      | П                      | Г+                     | Г-                     |                        |
| ------------------------------------ | ------------------------------------ | ------------------------------------ | ------------------------------------ | ------------------------------------ | ------------------------------------ | ------------------------------------ | ------------------------------------ | ------------------------------------ | -- | ---------------------- | ---------------------- | ---------------------- | ---------------------- | ---------------------- | ---------------------- |
| 2002                                 | не кваліфікувалася                   | не кваліфікувалася                   | не кваліфікувалася                   | не кваліфікувалася                   | не кваліфікувалася                   | не кваліфікувалася                   | не кваліфікувалася                   | не кваліфікувалася                   | 2  | 0                      | 0                      | 2                      | 0                      | 3                      |                        |
| 2003                                 | не кваліфікувалася                   | не кваліфікувалася                   | не кваліфікувалася                   | не кваліфікувалася                   | не кваліфікувалася                   | не кваліфікувалася                   | не кваліфікувалася                   | не кваліфікувалася                   | 3  | 1                      | 0                      | 2                      | 10                     | 4                      |                        |
| 2004                                 | не кваліфікувалася                   | не кваліфікувалася                   | не кваліфікувалася                   | не кваліфікувалася                   | не кваліфікувалася                   | не кваліфікувалася                   | не кваліфікувалася                   | не кваліфікувалася                   | 3  | 0                      | 1                      | 2                      | 1                      | 5                      |                        |
| 2005                                 | не кваліфікувалася                   | не кваліфікувалася                   | не кваліфікувалася                   | не кваліфікувалася                   | не кваліфікувалася                   | не кваліфікувалася                   | не кваліфікувалася                   | не кваліфікувалася                   | 3  | 1                      | 1                      | 1                      | 3                      | 2                      |                        |
| 2006                                 | не кваліфікувалася                   | не кваліфікувалася                   | не кваліфікувалася                   | не кваліфікувалася                   | не кваліфікувалася                   | не кваліфікувалася                   | не кваліфікувалася                   | не кваліфікувалася                   | 6  | 2                      | 2                      | 2                      | 12                     | 10                     |                        |
| 2007                                 | не кваліфікувалася                   | не кваліфікувалася                   | не кваліфікувалася                   | не кваліфікувалася                   | не кваліфікувалася                   | не кваліфікувалася                   | не кваліфікувалася                   | не кваліфікувалася                   | 6  | 1                      | 2                      | 3                      | 8                      | 12                     |                        |
| 2008                                 | не кваліфікувалася                   | не кваліфікувалася                   | не кваліфікувалася                   | не кваліфікувалася                   | не кваліфікувалася                   | не кваліфікувалася                   | не кваліфікувалася                   | не кваліфікувалася                   | 6  | 2                      | 2                      | 2                      | 9                      | 12                     |                        |
| 2009                                 | не кваліфікувалася                   | не кваліфікувалася                   | не кваліфікувалася                   | не кваліфікувалася                   | не кваліфікувалася                   | не кваліфікувалася                   | не кваліфікувалася                   | не кваліфікувалася                   | 3  | 1                      | 0                      | 2                      | 4                      | 4                      |                        |
| 2010                                 | не кваліфікувалася                   | не кваліфікувалася                   | не кваліфікувалася                   | не кваліфікувалася                   | не кваліфікувалася                   | не кваліфікувалася                   | не кваліфікувалася                   | не кваліфікувалася                   | 6  | 3                      | 2                      | 1                      | 9                      | 4                      |                        |
| 2011                                 | не кваліфікувалася                   | не кваліфікувалася                   | не кваліфікувалася                   | не кваліфікувалася                   | не кваліфікувалася                   | не кваліфікувалася                   | не кваліфікувалася                   | не кваліфікувалася                   | 3  | 0                      | 1                      | 2                      | 0                      | 4                      |                        |
| 2012                                 | не кваліфікувалася                   | не кваліфікувалася                   | не кваліфікувалася                   | не кваліфікувалася                   | не кваліфікувалася                   | не кваліфікувалася                   | не кваліфікувалася                   | не кваліфікувалася                   | 6  | 3                      | 2                      | 1                      | 8                      | 3                      |                        |
| 2013                                 | півфінали                            | 3-є                                  | 4                                    | 1                                    | 3                                    | 0                                    | 2                                    | 1                                    | 6  | 4                      | 2                      | 0                      | 17                     | 4                      |                        |
| 2014                                 | не кваліфікувалася                   | не кваліфікувалася                   | не кваліфікувалася                   | не кваліфікувалася                   | не кваліфікувалася                   | не кваліфікувалася                   | не кваліфікувалася                   | не кваліфікувалася                   | 6  | 1                      | 1                      | 4                      | 3                      | 9                      |                        |
| 2015                                 | не кваліфікувалася                   | не кваліфікувалася                   | не кваліфікувалася                   | не кваліфікувалася                   | не кваліфікувалася                   | не кваліфікувалася                   | не кваліфікувалася                   | не кваліфікувалася                   | 6  | 1                      | 2                      | 3                      | 3                      | 12                     |                        |
| 2016                                 | чвертьфінали                         | 6-е                                  | 4                                    | 2                                    | 0                                    | 2                                    | 3                                    | 3                                    | 6  | 3                      | 2                      | 1                      | 10                     | 6                      |                        |
| 2017                                 | не кваліфікувалася                   | не кваліфікувалася                   | не кваліфікувалася                   | не кваліфікувалася                   | не кваліфікувалася                   | не кваліфікувалася                   | не кваліфікувалася                   | не кваліфікувалася                   | 6  | 3                      | 0                      | 3                      | 14                     | 8                      |                        |
| 2018                                 | чвертьфінали                         | 8-е                                  | 4                                    | 2                                    | 0                                    | 2                                    | 4                                    | 3                                    | 6  | 2                      | 4                      | 0                      | 12                     | 2                      |                        |
| 2019                                 | груповий етап                        | 15-е                                 | 3                                    | 0                                    | 0                                    | 3                                    | 3                                    | 9                                    | 6  | 3                      | 1                      | 2                      | 13                     | 9                      |                        |
| 2020                                 | не визначено                         | не визначено                         | не визначено                         | не визначено                         | не визначено                         | не визначено                         | не визначено                         | не визначено                         |    |                        |                        |                        |                        |                        |                        |
| Усього                               | Найкращий результат: півфінали       | 4/18                                 | 15                                   | 5                                    | 3                                    | 7                                    | 12                                   | 16                                   | 89 | 31                     | 25                     | 33                     | 136                    | 113                    |                        |